# Offa de Mèrcia
Offa fou el rei de Mèrcia des del 757 fins a la seva mort el 796. Era fill de Thingfrith i descendent directe d'Eowa de Mèrcia. Offa aconseguí el tron després de la guerra civil que el va enfrontar amb Beornred, successor del rei Æthelbald de Mèrcia, qui va ser assassinat. Un cop en el poder, Offa va ampliar la seva àrea d'influència sobre el Regne de Kent i el Regne de Sussex. Cap al 780 controlava la majoria del sud d'Anglaterra, aliant-se amb Beorhtric de Wessex. També va esdevenir senyor d'Ànglia de l'Est executant el rei d'aquestes terres Etelbert II d'Ànglia de l'Est a qui va ordenar decapitar el 794.
Molts historiadors consideren Offa el rei anglosaxó més poderós, només per darrere d'Alfred el Gran. Els seus dominis es van estendre per tota Anglaterra excepte per les terres de Northúmbria, tot i que va donar la seva filla Ælfflæd en matrimoni al rei Æthelred I de Northúmbria. La seva política d'expansió va iniciar el procés d'unificar els diversos regnes d'Anglaterra, si bé sembla que les accions d'Offa no estaven pas inspirades en la visió d'un únic regne anglosaxó, com en el cas d'Alfred el Gran, sinó més aviat en una gran ambició de poder.

## Ascens al poder

Regnes d'Anglaterra en temps d'Offa

Durant la primera meitat del segle viii, el rei més poderós dels diversos regnes anglosaxons era Æthelbald de Mèrcia, qui dominava totes les terres i províncies al sud del riu Humber. Però Æthelbald fou assassinat el 757 per la seva pròpia guàrdia personal, sense que se sàpiga exactament la raó, i fou succeït breument per Beornred. Offa estava emparentat amb el difunt rei, ja que el seu avi Eanwulf era el cosí segon d'Æthelbald i no va acceptar l'autoritat del nou rei, enfrontant-s'hi en el camp de batalla i derrotant-lo.

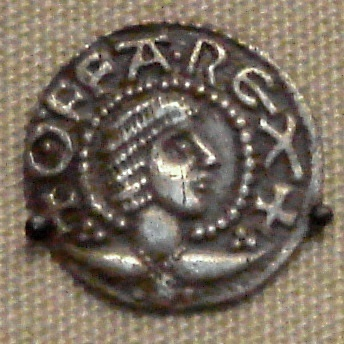
Moneda d'Offa

## Expansió
Durant el període de guerra civil entre Offa i Beornred, molts dels regnes que estaven sota el control de Mèrcia van aprofitar per recuperar la independència, de manera que quan Offa finalment fou coronat rei, els seus dominis estaven probablement limitats a les fronteres originals de Mèrcia i a la ciutat de Londres.

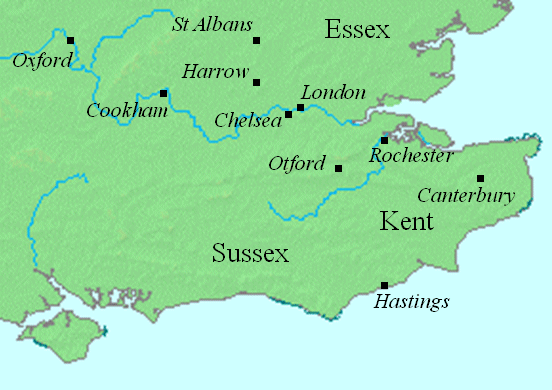
El sud-est d'Anglaterra mostrant localitzacions relacionades amb Offa.

La Crònica anglosaxona cita un enfrontament entre les tropes de Mèrcia i Kent el 776. Offa es va imposar i va tractar sempre les terres de Kent com una província més del seu regne, sense estalviar esforços en eliminar la dinastia reial de Kent. Respecte al Regne de Sussex, segons el cronista medieval Simeó de Durham, les tropes d'Offa derrotaven a la gent de Hastings el 771, segurament referint-se a la campanya d'expansió d'Offa en aquestes terres.
A l'Ànglia de l'Est, el 794 va ordenar decapitar Etelbert II d'Ànglia de l'Est, que s'havia rebel·lat contra ell. i pel que fa a Wessex, el 779 Offa derrotava a la batalla de Bensington al rei Cynewulf qui va pujar al tron el 757 i havia recuperat moltes de les terres conquerides per Mèrcia. El 786 Cynewulf queia assassinat i Offa donava el seu suport a l'entronització de Beorhtric, qui de seguida va reconèixer l'autoritat d'Offa sobre el seu regne, es va casar amb la seva filla Eadburh i es va posar d'acord amb ell per exiliar Egbert de Wessex, fill de l'antic rei i avi d'Alfred el Gran.

## Govern, aliances i família
Offa es va enfrontar en diverses ocasions amb el regne de Gal·les, organitzant diverses campanyes contra els gal·lesos el 778, 784 i 796. A causa d'això els historiadors li van atribuir la construcció d'una gran barrera de terra que recorre la frontera entre Anglaterra i Gal·les i que ja és mencionada pel monjo Asser en la seva biografia del rei Alfred el Gran: «un gran rei de nom Offa va construir una muralla entre Gal·les i Anglaterra de mar a mar» (mur d'Offa); però probablement només la va restaurar, ja que els estudis arqueològics han demostrat que aquest element fronterer existia segles abans.

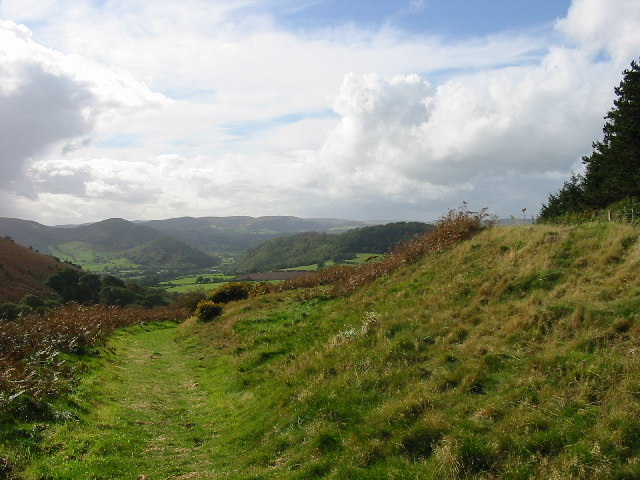
Mur d'Offa a Herefordshire.

Al nord, va intentar reforçar els lligams amb Northúmbria al casar la seva altra filla Ælfflæd amb el rei Æthelred I de Northúmbria el 792.
Es va casar amb Cynethryth, que va ser l'única reina anglosaxona que ha estat representada en una moneda, amb la qual va tenir un fill Ecgfrith i quatre filles: Ælfflæd, Eadburh, Æthelburh i Æthelswith.
Offa era un rei cristià, però va tenir moltes picabaralles amb l'arquebisbe de Canterbury Jaenberht, qui havia donat suport a les pretensions d'Ecgberht II de Kent. Com a resultat d'aquests conflictes, Offa va crear una nova diòcesi rival a Lichfield. El 786 va rebre un legat papal d'Adrià I en la primera missió papal d'ençà que Agustí de Canterbury va ser enviat per Gregori I el 597 per convertir els anglosaxons.
Va tenir relacions diplomàtiques amb l'emperador Carlemany i ambdós reis van intentar crear lligams entre les dues famílies. Les negociacions, però, van acabar sense èxit doncs Carlemany volia que el seu fill Carles el Jove es casés amb una de les filles d'Offa, segurament Ælfflæd, mentre que Offa volia que el seu fill Ecgfrith es casés amb la filla de Carlemany, Berta, segurament en un intent d'heretar tot l'imperi de Carlemany.

## Successió
Durant el seu regnat Offa va intentar incrementar l'estabilitat del regne eliminant físicament qualsevol rival dinàstic que pogués posar en perill la successió del seu fill. Malgrat tot, aquesta política es va girar contra ell, ja que Ecgfrith només va sobreviure pocs mesos a la mort del seu pare i el seu successor va acabar sent un parent molt llunyà d'Offa, Coenwulf de Mèrcia.